# گربه هیمالین
گربه هیمالین یا گربهٔ هیمالیایی (معروف به پرشین هیمالیایی)، یک نژاد یا زیرنژاد از گربه‌های مو بلند است که ظاهر کلی شبیه به گربه ایرانی دارد. چشمان آبی و پوشش متفاوت و نقطه‌های روی بدن گربه‌های هیمالین، تفاوت ظاهری اصلی آن‌ها با گربه‌های ایرانی است. این ۲ ویژگی متمایز، از طریق جفت‌گیری و ترکیب گربه‌های ایرانی با گربه‌های سیامی، ایجاد شده است. برخی از طبقه‌بندی‌ها ممکن است هیمالین‌ها را به‌عنوان یک نژاد فرعی مو بلند گربه سیامی یا یک نژاد فرعی خال‌دار از گربهٔ ایرانی طبقه‌بندی کنند. فدراسیون جهانی گربه، آن‌ها را همراه با گربهٔ مو کوتاه Colorpoint و گربهٔ جاوه‌ای، در یک نژاد واحد به نام Colorpoint ادغام کرده است.

## ویژگی‌ها

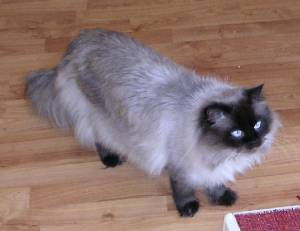
یک هیمالین نر سه‌سالهٔ صورت‌عروسکی

### بدن
هیمالین‌ها به‌طور کلی مانند گربه‌های پرشین، بدنی گِرد و پاهای کوتاهی دارند که پرش بلند را برای آن‌ها دشوار می‌کند. با این حال، از دهه ۱۹۶۰، برخی هیمالین‌ها بیشتر بدنی شبیه سیامی دارند،

### سر
مانند سایر گربه‌های پرشین، دو نوع گربهٔ هیمالیایی وجود دارد. برخی از آن‌ها صورت‌عروسکی هستند. چشم‌های هیمالین‌ها نیز بسیار درشت و گِرد است.

### پوشش بدن
- خال‌آبی (بلو پوینت): رنگ پوشش آبی آن، محدود به نقاط: پا، گوش، دم و صورت است.[۲]
- لیلاک پوینت: رنگ بدن سفیدتر و روشن‌تر از نوع خال‌آبی است.
- سیل پوینت: دارای خال‌های قهوه‌ای.[۳]
- خال‌شکلاتی: رنگ قهوه‌ای شکلاتی روی نقاط صورت، گوش‌ها، دُم و پاها).[۲] رنگ بدن سفیدتر و روشن‌تر و دارای پدهای (کف دست و پاها) صورتی هستند.

بخش اعظم خَز بدن هیمالین‌ها، سفید یا کرم است، اما نقاط و الگوهای روی پوشش آن‌ها به رنگ‌های متفاوت سیاه، آبی، یاسی، شکلاتی، قرمز (شعله‌ای) و کرم است.

## سلامتی
برخی از گربه‌های هیمالیایی، با توجه به اصل و نسب پرشین خود، ممکن است دارای ژنی باشند که باعث بیماری کلیه پلی‌کیستیک (PKD) می‌شود. با این حال، یک آزمایش ژنتیکی می‌تواند نشان دهد که کدام گربه‌ها حامل ژن PKD هستند و می‌توان از تولید مثل آن‌ها جلوگیری کرده و آن‌ها را عقیم‌سازی کرد.
مانند سایر گربه‌های مو بلند، هیمالین‌ها نیز باید روزانه بُرِس زده شوند تا پوشش آن‌ها بهتر و سالم‌تر به نظر برسد. علاوه بر این، هیمالین‌ها ممکن است نیاز به پاک کردن روزانهٔ صورت داشته باشند. حمام کردن هیمالین‌ها نیز توسط برخی از پرورش‌دهندگان، توصیه می‌شود تا به کاهش میزان چربی روی پوست و خز حیوان، کمک کند.

## در فرهنگ عامه
- در مجموعه تلویزیونی کارتونی میونل، قویترین گربه دنیا در سال ۱۹۸۴، شخصیت هکتور (با صدای دنی مان) یک هیمالین قهوه‌ای با کراوات بنفش، هدبند خاکستری، مدل موی دهه ۱۹۸۰ و لهجه نیوجرسی است.
- در سریال پلیسی تلویزیونی «جادوگر تاکر» (۱۹۸۲)، یک گربه هیمالیایی به‌نام «دیکنز» با تاکر ارتباط تله‌پاتی دارد که سرنخ‌های روشنی برای او و همسرش فراهم می‌کند تا به آن‌ها در حل معما کمک کند. دیکنز به‌طور برجسته در تیتراژ ابتدایی و پایانی سریال حضور دارد.
- در فیلم‌های به سوی خانه: سفر باورنکردنی (۱۹۹۳) و به سوی خانه ۲: گمشده در سان فرانسیسکو (۱۹۹۶) یکی از شخصیت‌های اصلی، یک گربه هیمالین به‌نام ساسی (با صدای سالی فیلد) است.
- شخصیت اصلی انیمیشن/مانگا قهرمانان تنیس، ریوما ایچیزن، صاحب یک گربهٔ بازیگوش، شیطون و باهوش هیمالین، به نام کاروپین (یا کالپین در ترجمه انگلیسی) است که بسیار به او وابسته است.
- مارتا استوارت صاحب سه گربهٔ هیمالین است که به نام آهنگسازان نام‌گذاری شده‌اند: بتهوون، موتزارت و بارتوک. گربه‌ها در آگهی‌های تبلیغاتی او برای کی‌مارت، در برنامه تلویزیونی او، Martha Stewart Living، و در مجلهٔ او، مانند جلد شمارهٔ فوریهٔ ۱۹۹۹، نمایش داده شده‌اند.
- Webkinz، یک بازی آنلاین است که در آن، شخصیت‌ها می‌توانند با حیوانات خانگی لوکسی که خریداری کرده‌اند بازی کنند. این بازی، یک گربهٔ هیمالین را به عنوان یکی از حیوانات خود دارد.
- یک گربهٔ هیمالیایی به نام گوما و وبلاگ او در سال ۲۰۰۹ در برنامه Animal Planet Cats 101 نمایش داده شد.
- یک گربه هیمالیایی به نام Luna The Fashion Kitty در سال ۲۰۱۱ با یک صفحهٔ محبوب فیس‌بوک، یک وب‌سایت و بسیاری رسانه‌های دیگر، به یک پدیده در رسانه‌های اجتماعی تبدیل شد.
- یک گربه پرشین هیمالیایی به‌نام سرهنگ میو در سال ۲۰۱۲ به یک سلبریتی اینترنتی تبدیل شد و در سال ۲۰۱۴ به‌عنوان «گربهٔ دارای بلندترین خز» وارد رکوردهای جهانی گینس شد.
- آقای جینکس که با نام جینکسی یا جینکس نیز شناخته می‌شود، از سه‌گانه ملاقات والدین یک هیمالین، با دمی کاملاً سیاه است.

## نگارخانه

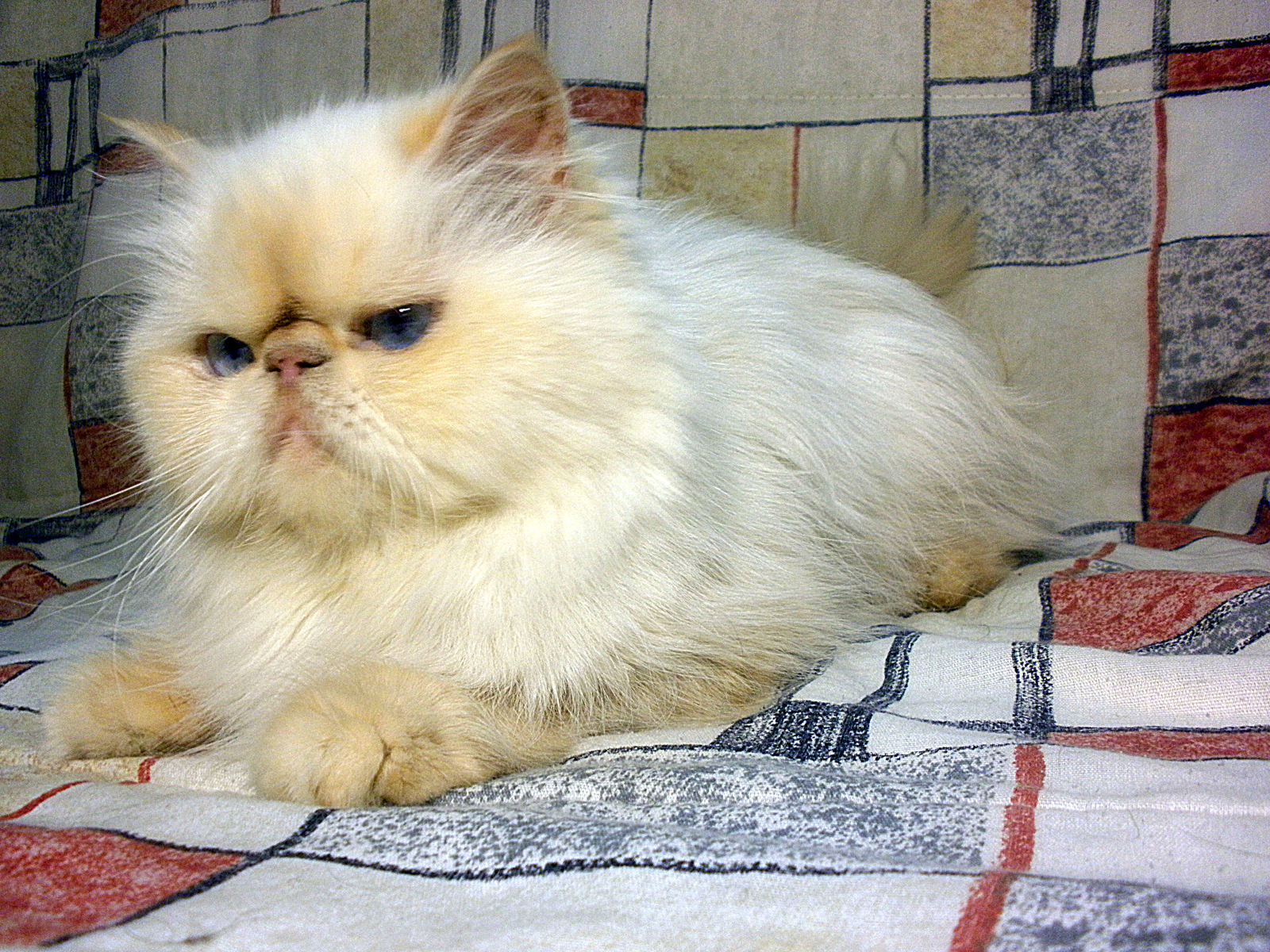
خال‌قرمز (شعله).
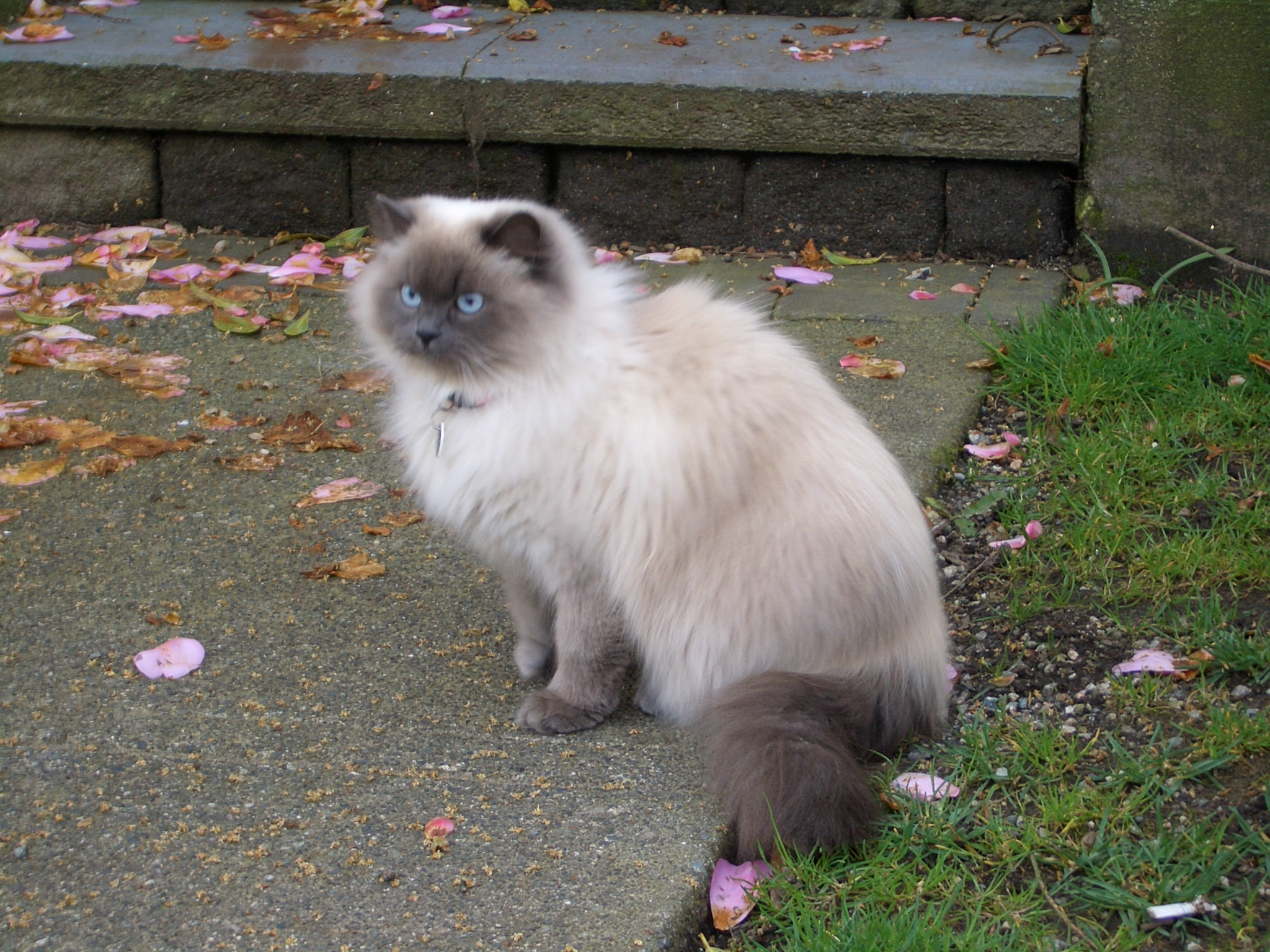
خال‌آبی
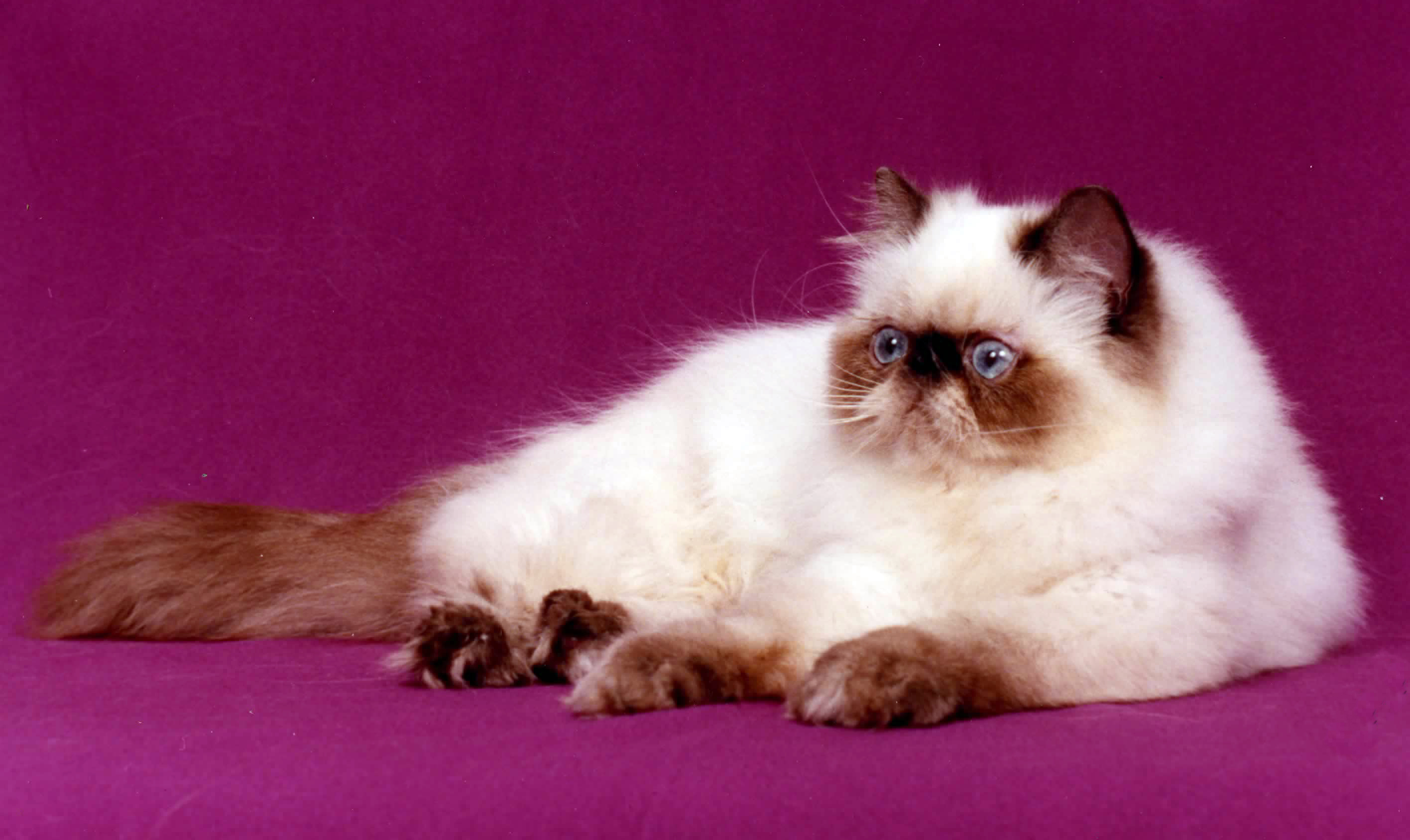
خال‌قهوه‌ای
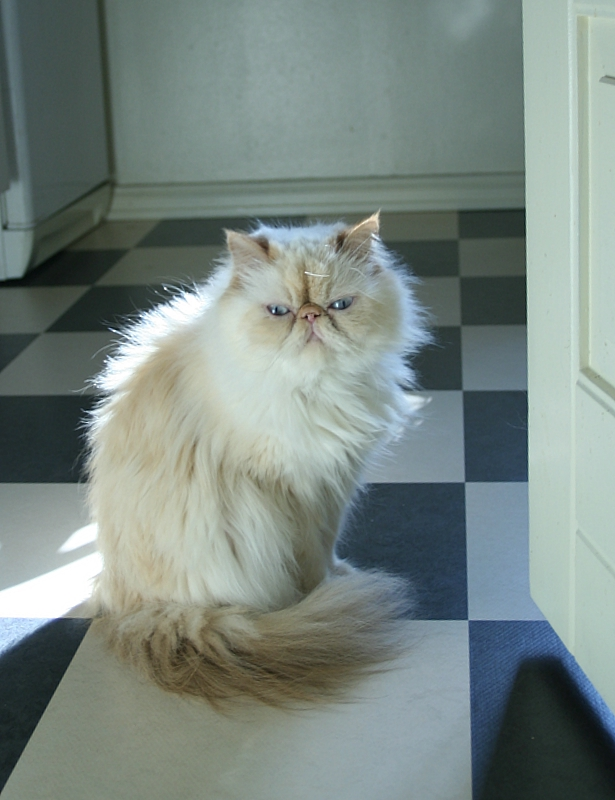
خال‌قرمز
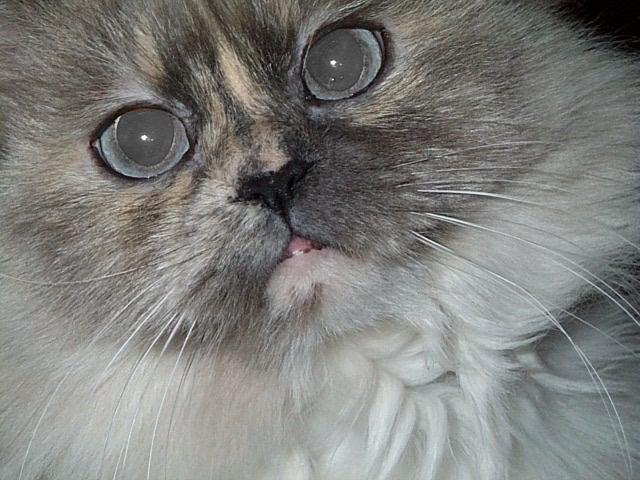
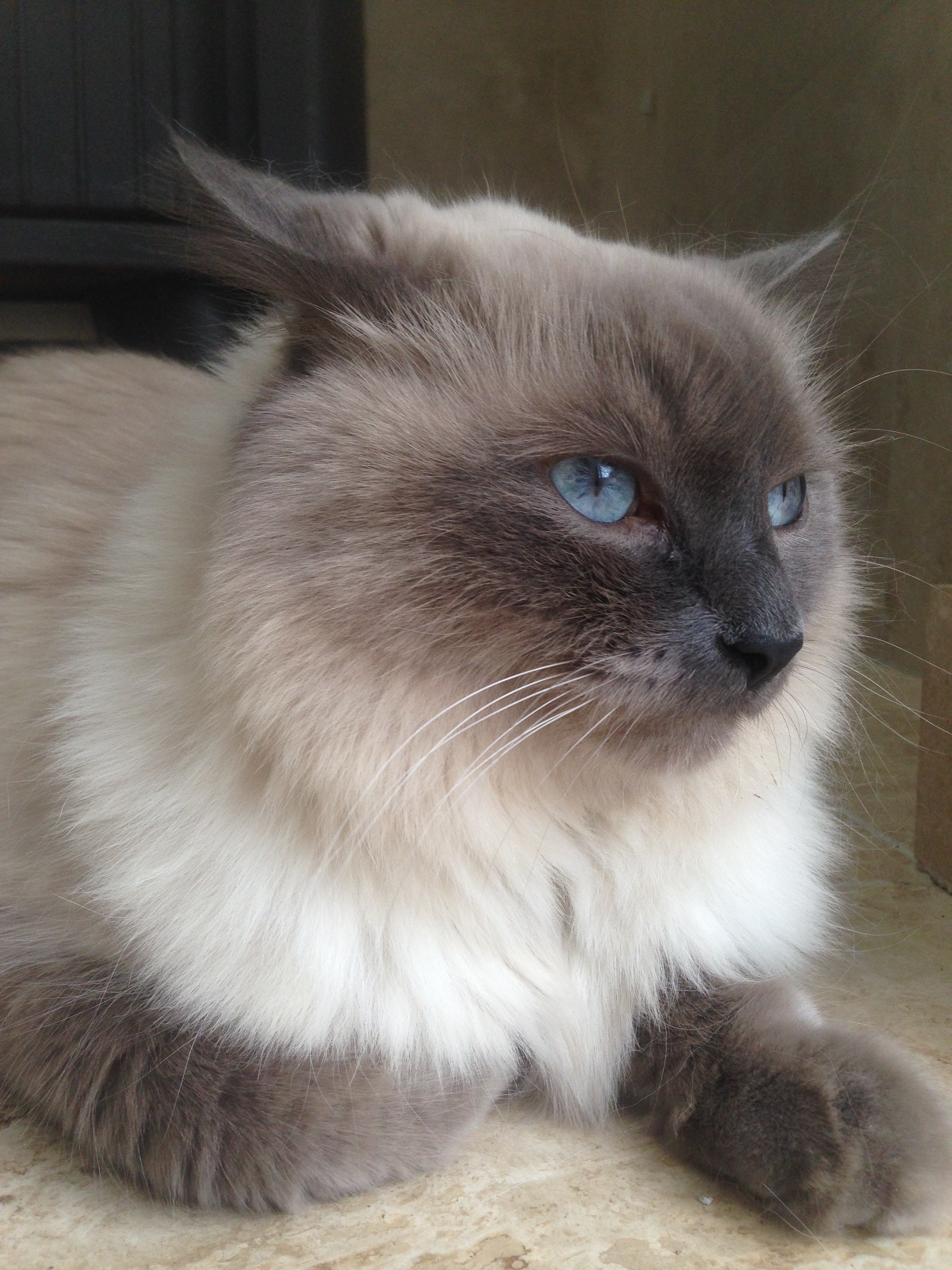
هیمالین خال‌یاسی نَر ۵ ساله
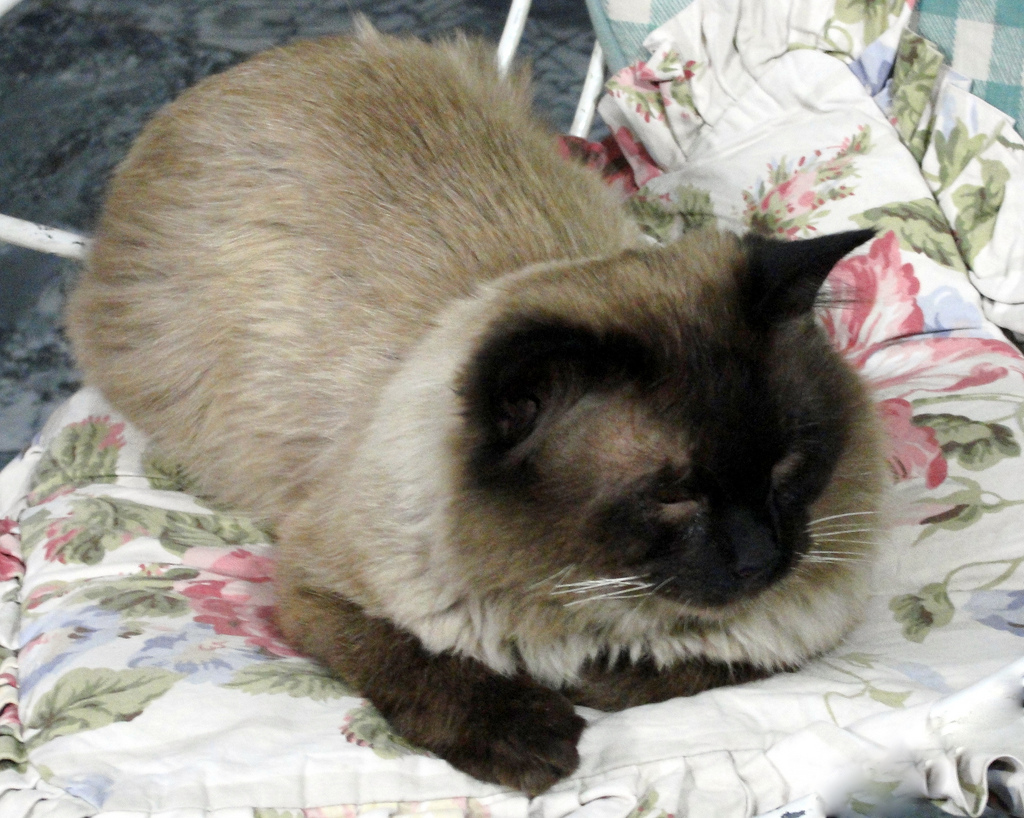
یک هیمالین نَر از ترکیب گربه سیامی و پرشین
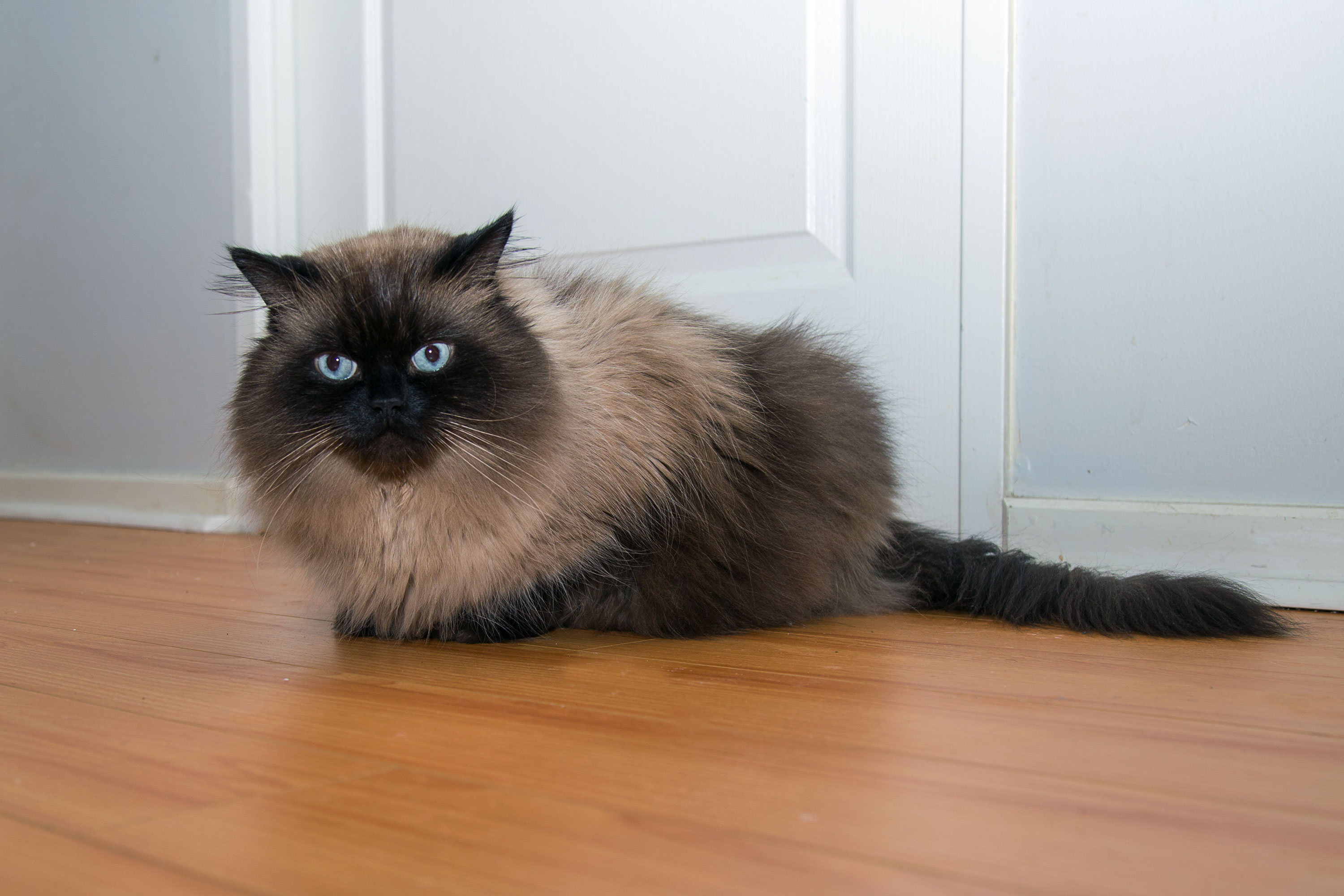
گربه هیمالیایی ۲ ساله
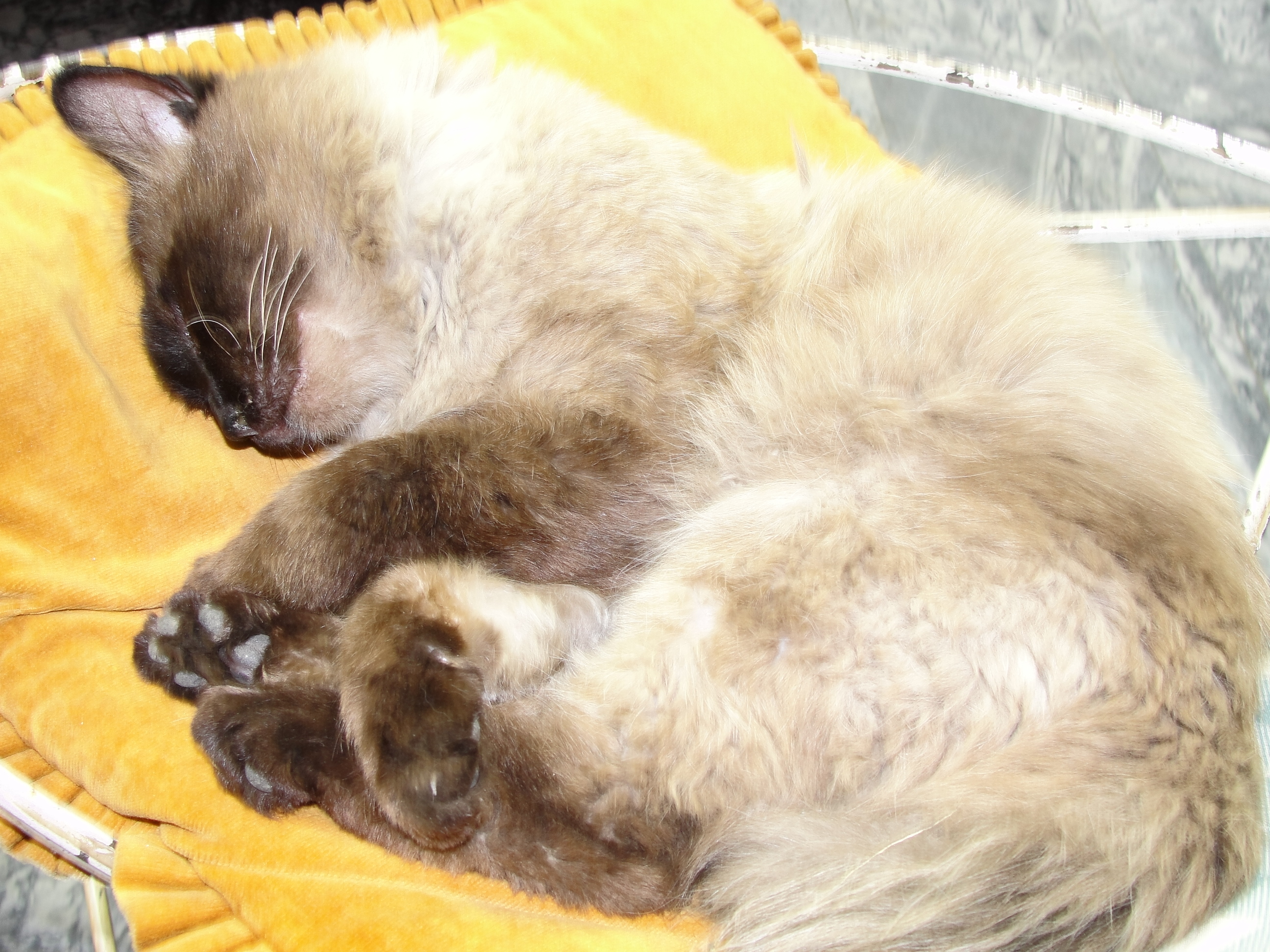
گربه نر هیمالیایی با رنگ قهوه‌ای
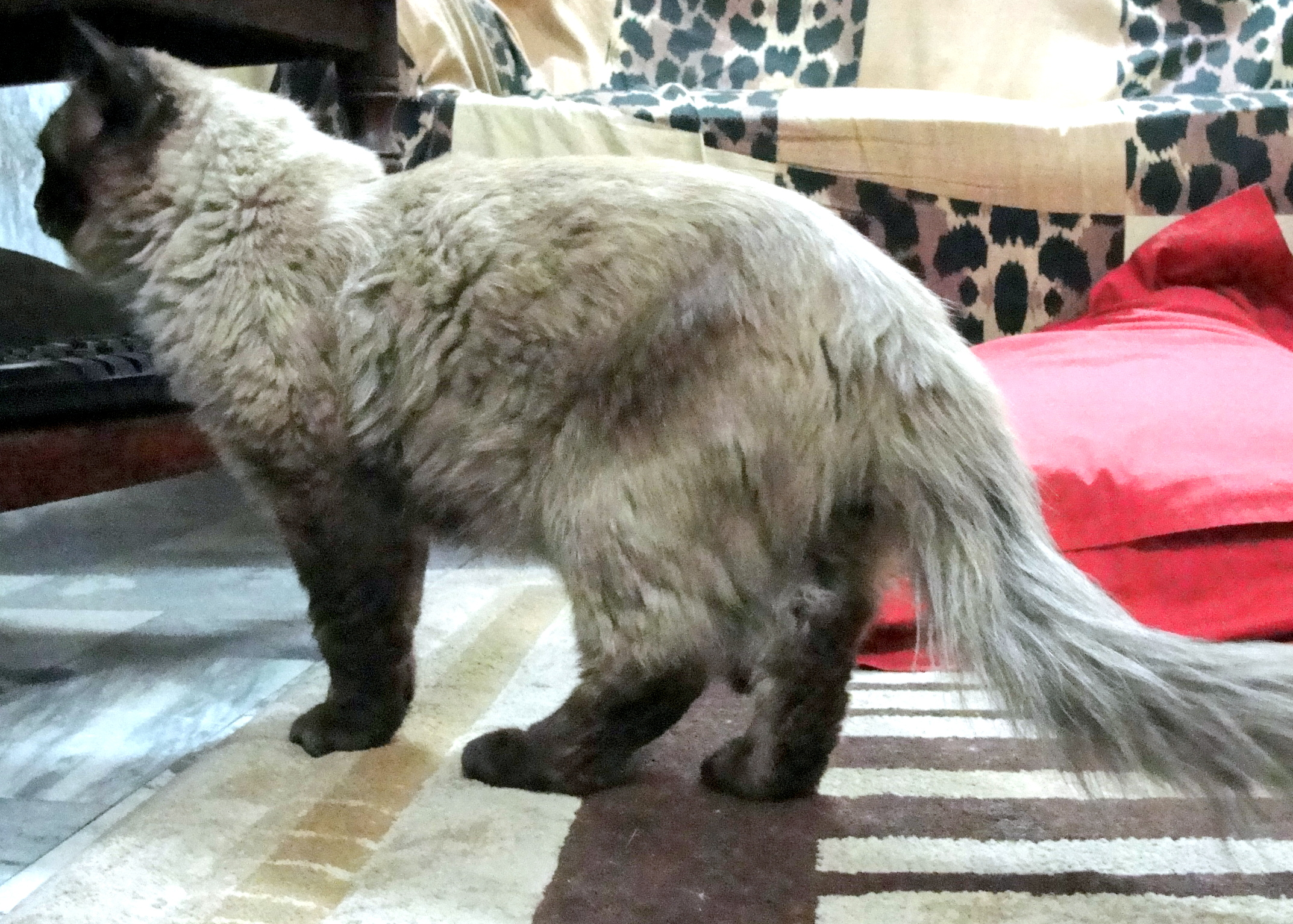
یک هیمالین نر
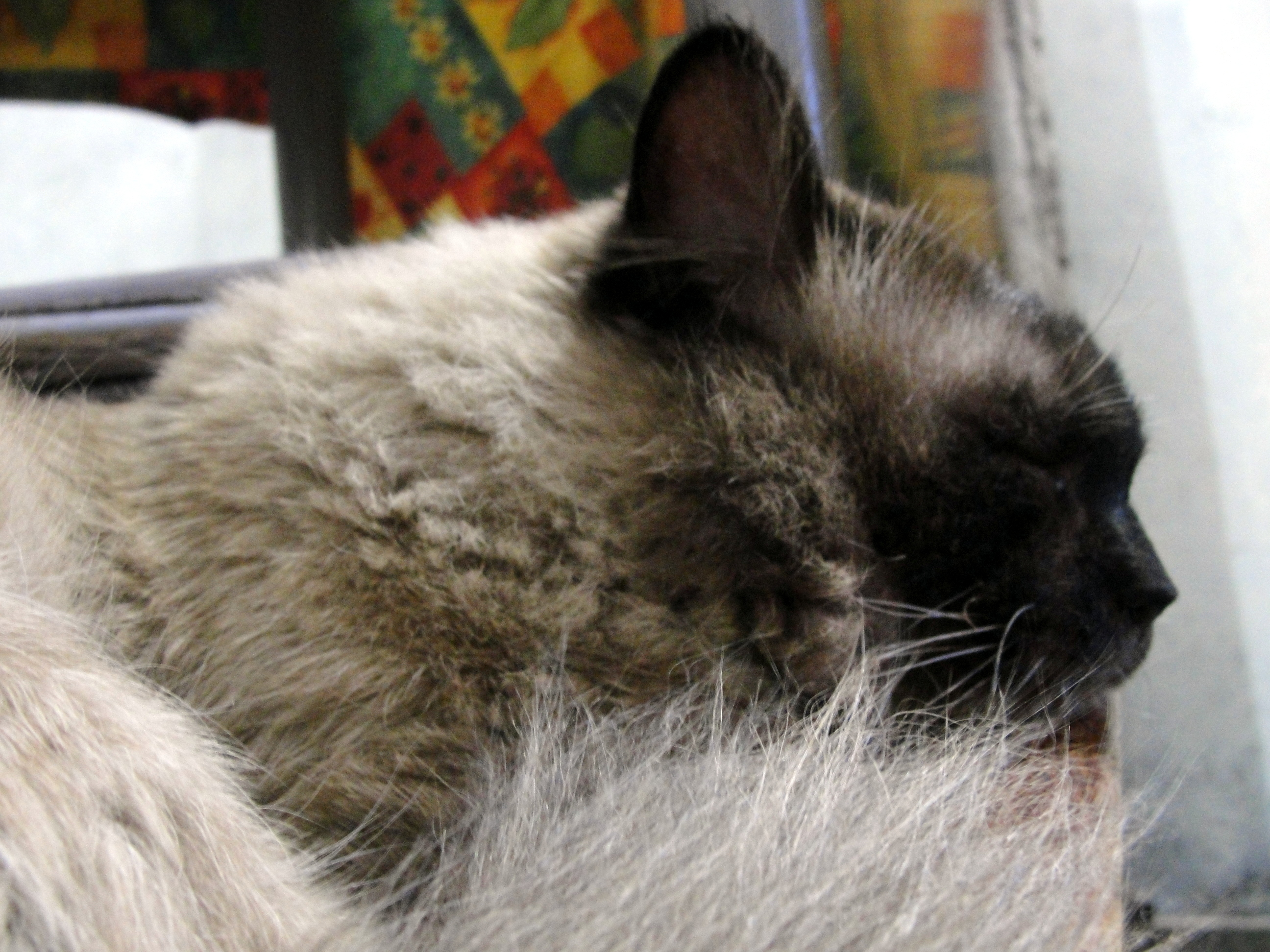
گربهٔ هیمالین
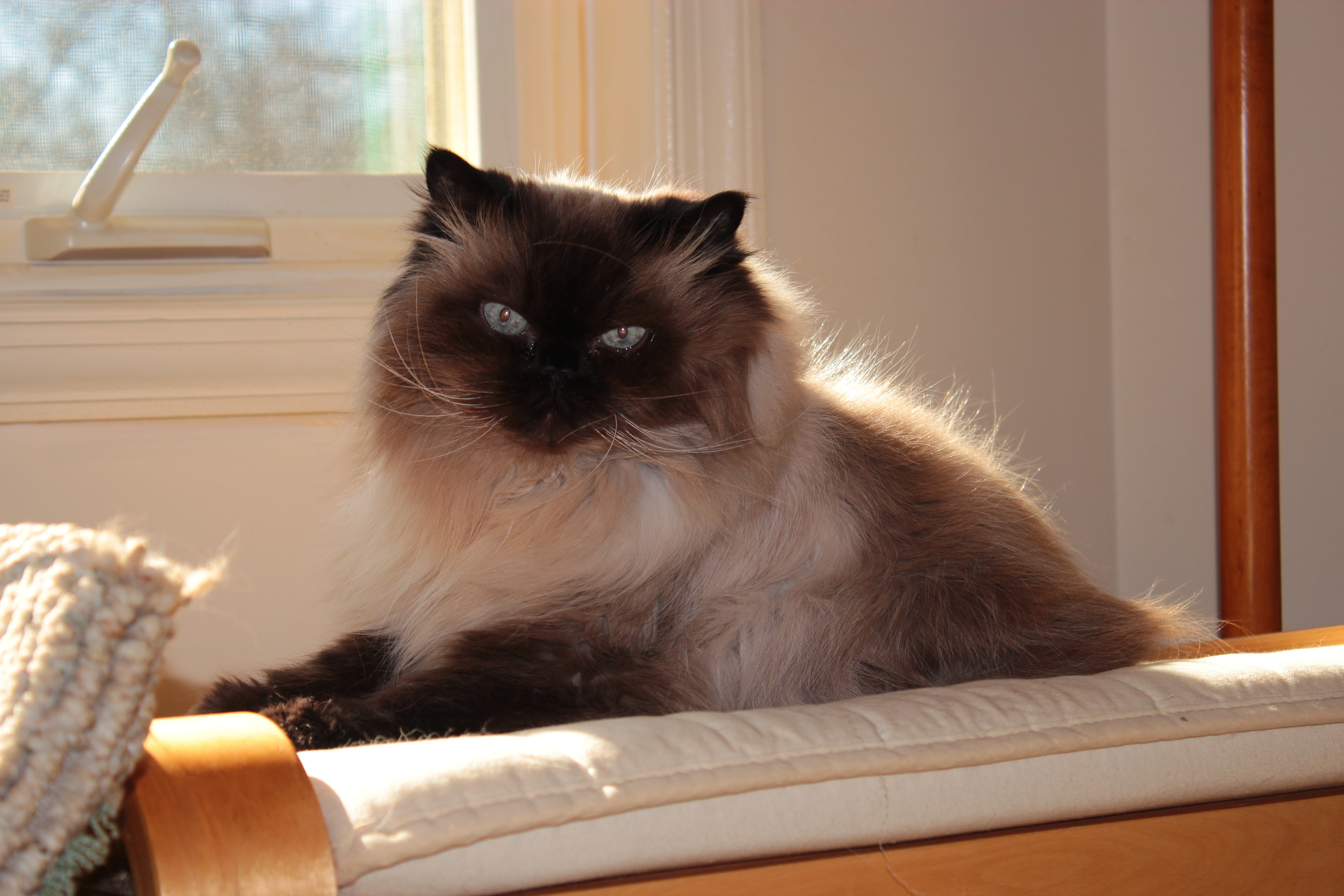
گربهٔ هیمالین نر
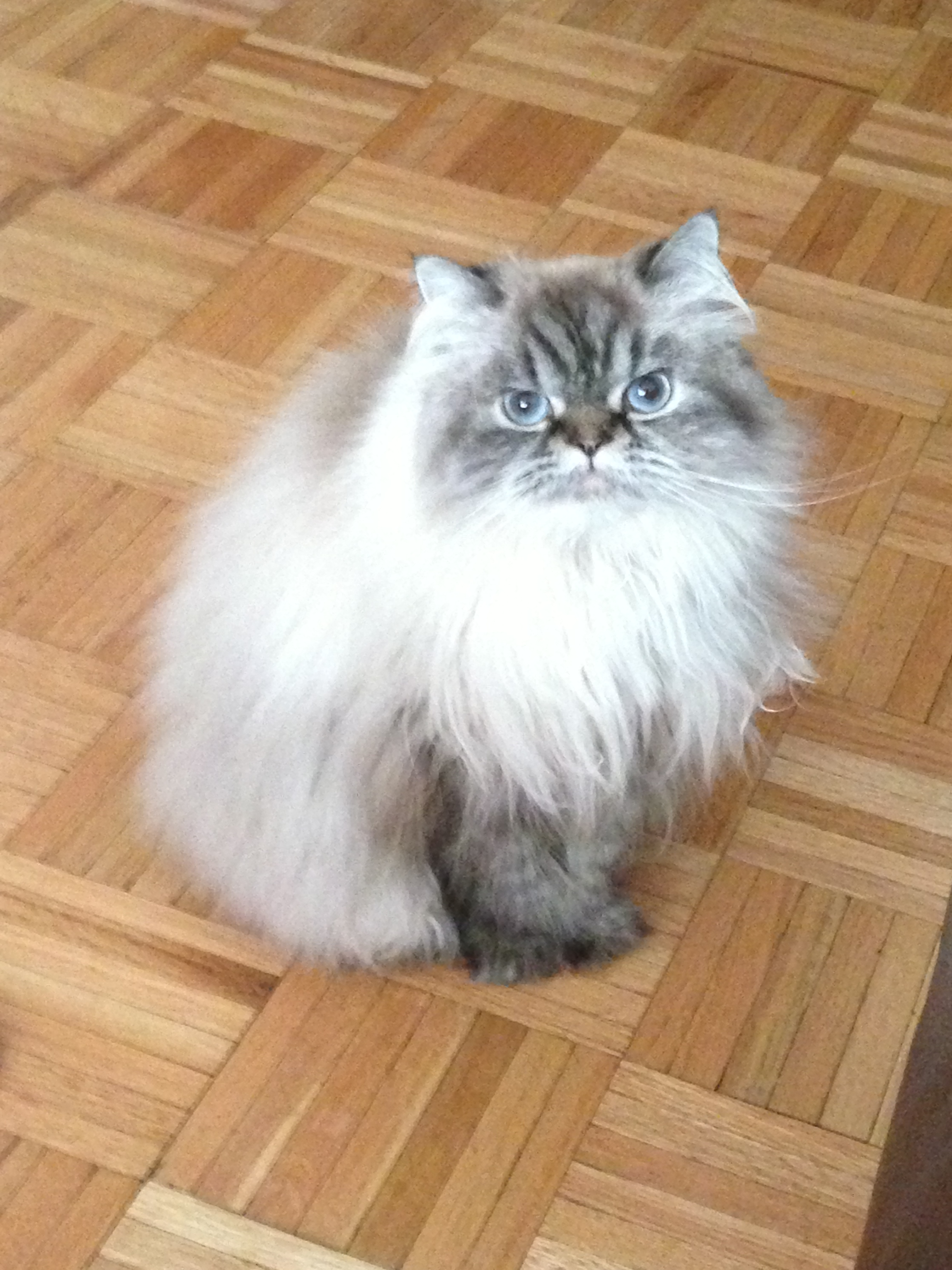
سیاهگوش لینکس
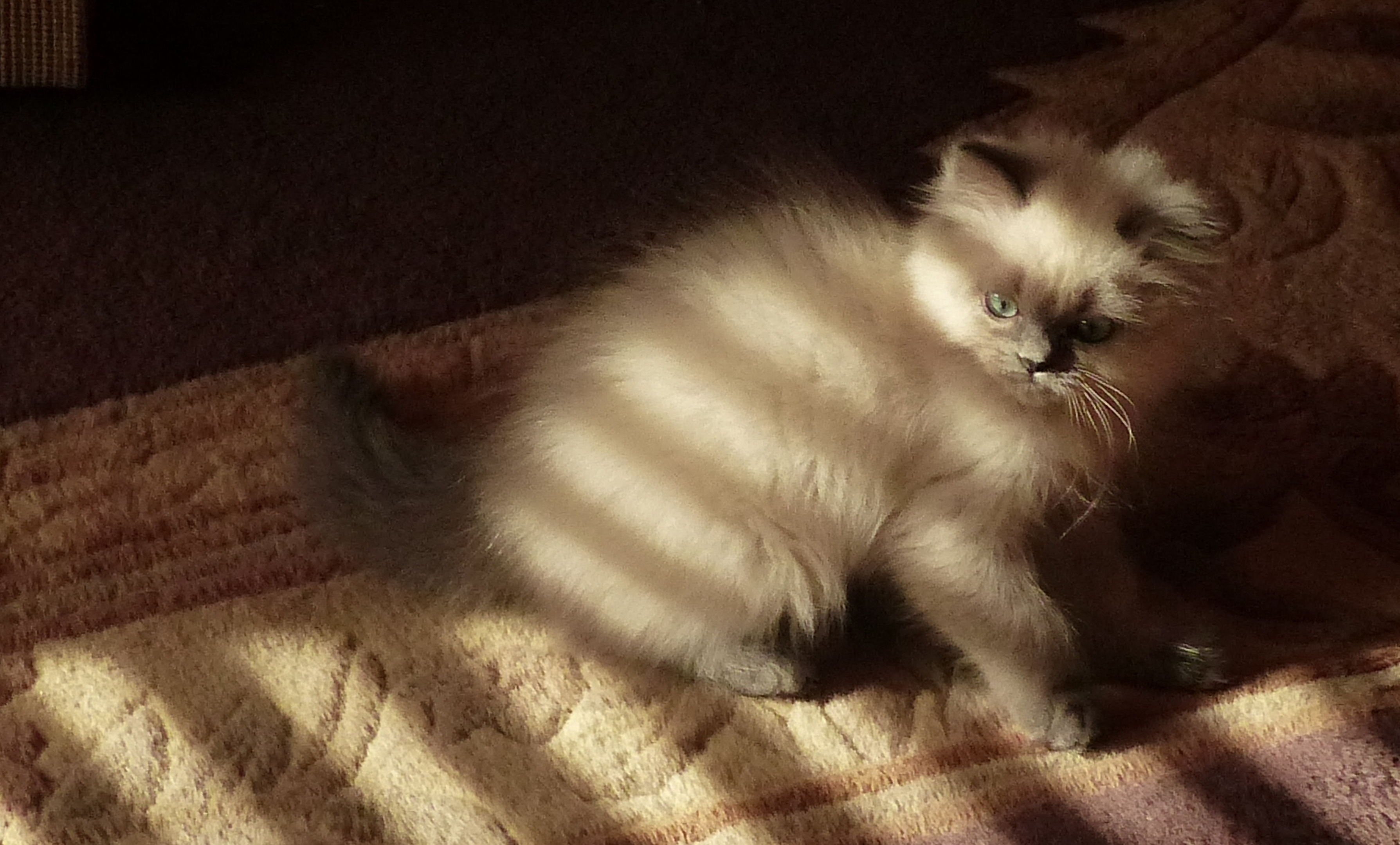
بچه گربه هیمالیایی ۸هفته‌ای
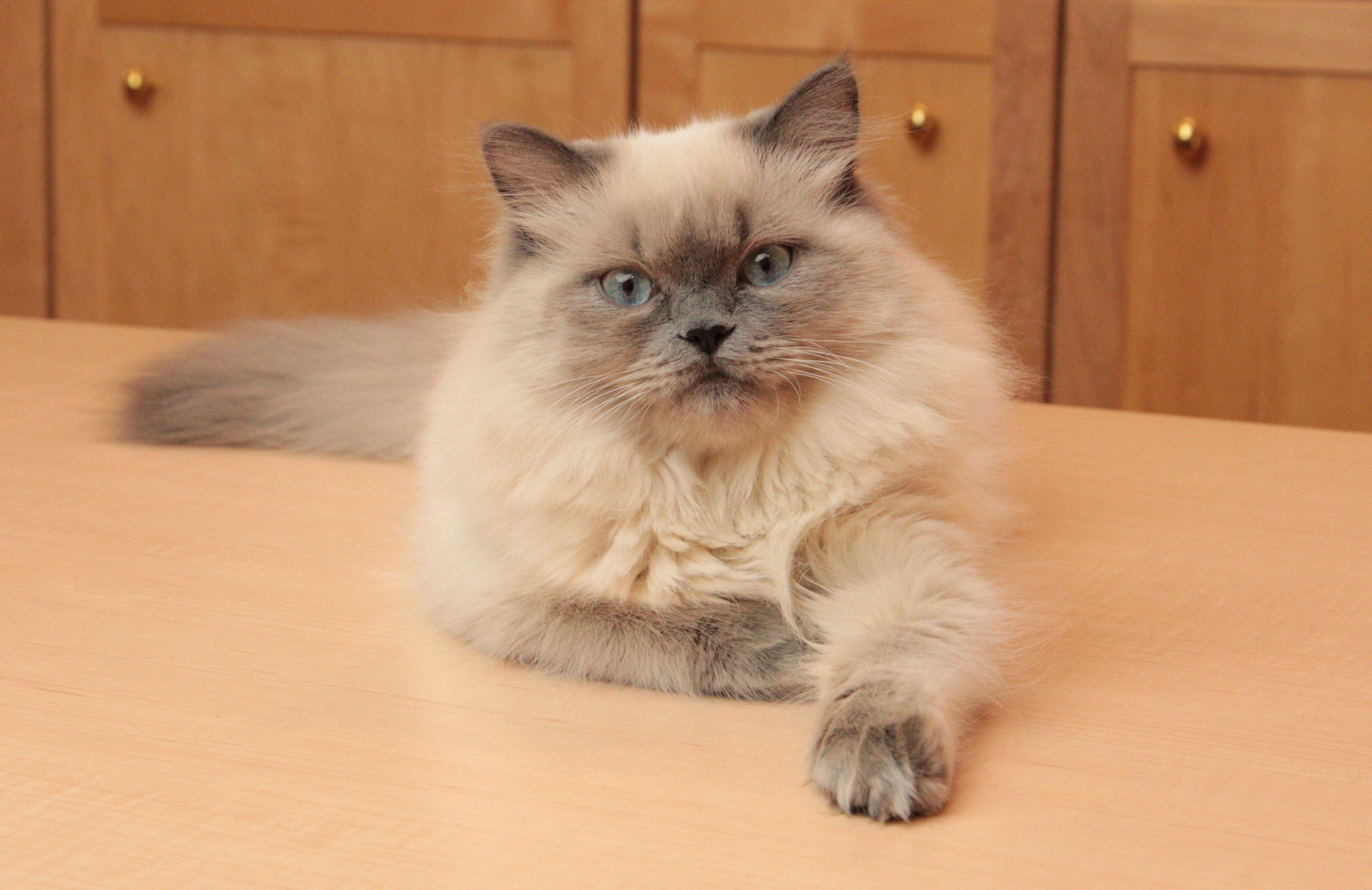
یک هیمالین نر جوان
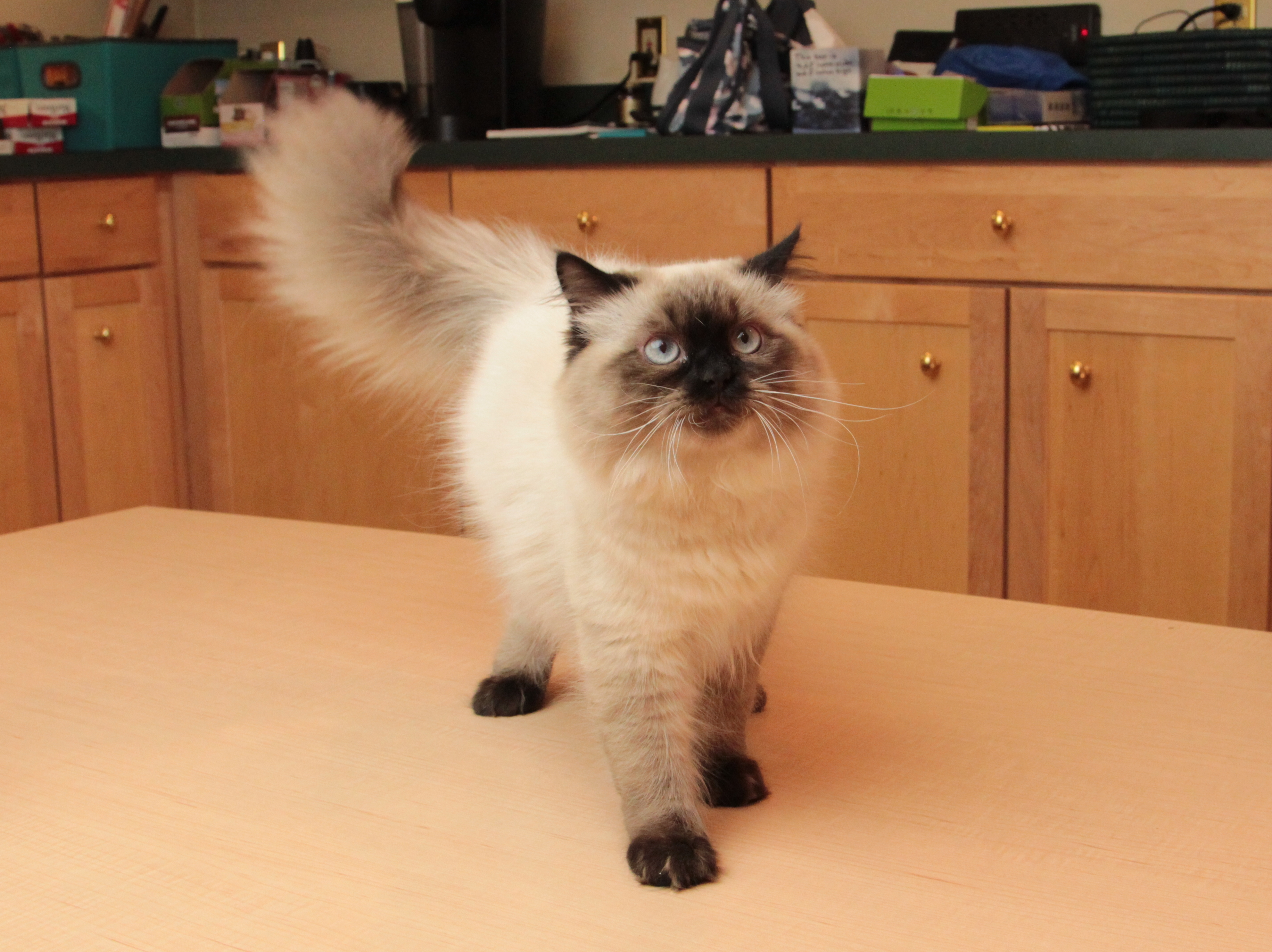
یک هیمالین نر جوان
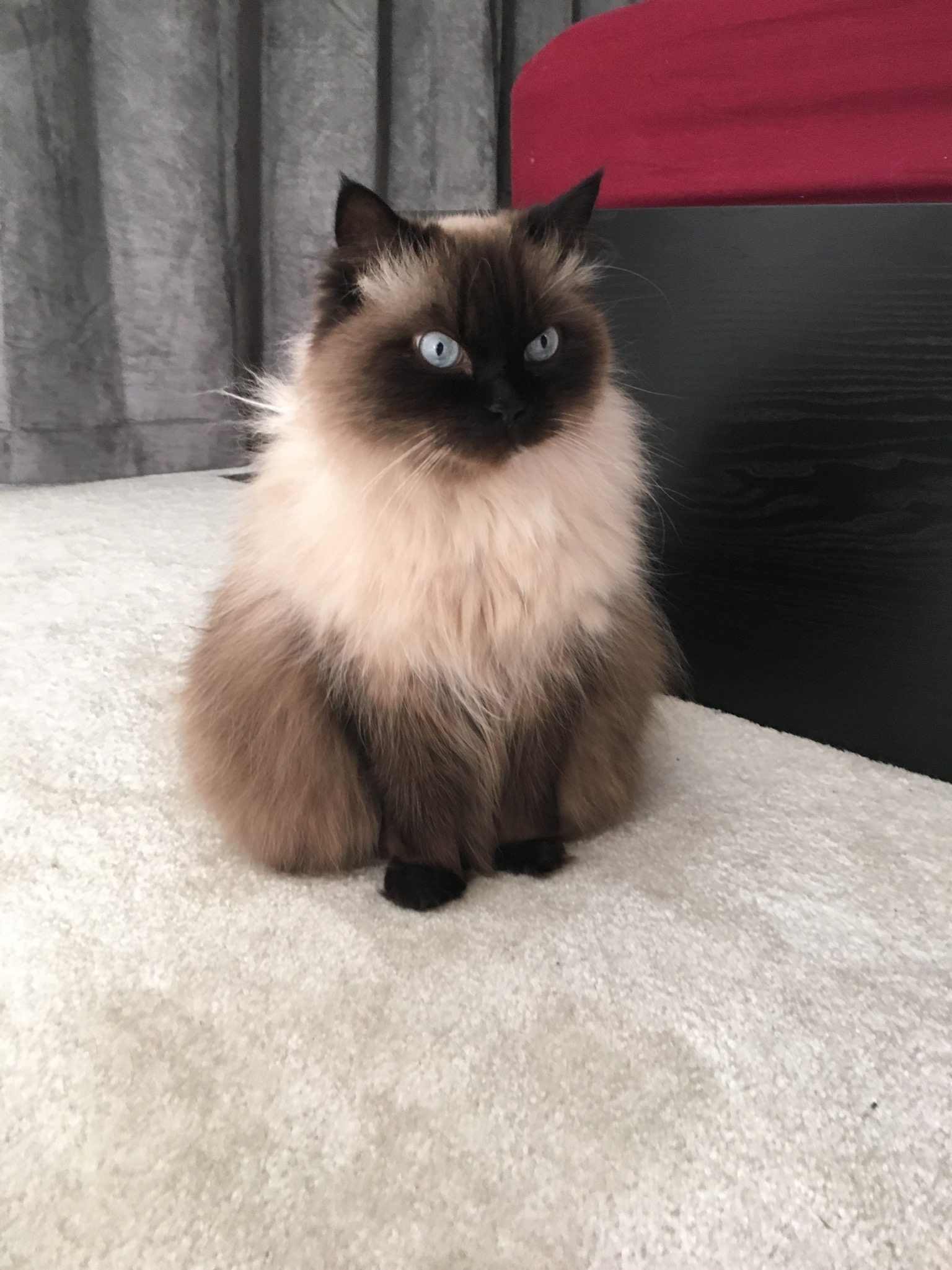
هیمالین سیل پوینت (Seal-point)
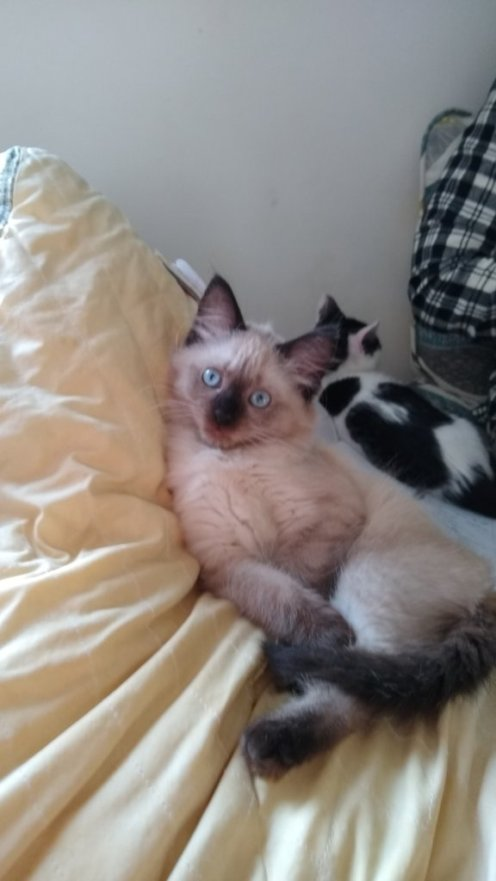
بچه گربه هیمالین ماده ۸ هفته‌ای